# II. János Pál pápa tér
II. János Pál pápa tér (en français : « place Jean-Paul II »), anciennement Köztársaság tér (« place de la République »), toujours identifiée localement par l'abréviation Köztér, est une place située dans le quartier de Népszínház, dans le 8e arrondissement de Budapest. Vaste parc autour duquel prennent place des immeubles hétéroclites, on y trouve un square central à proximité duquel est aménagée la station II. János Pál pápa tér de la ligne   du métro de Budapest ainsi que le théâtre Erkel. C'est sur cette place que se situait le siège du comité de Budapest du Parti socialiste ouvrier hongrois (MSzMP).
En 1956, lors de l'insurrection de Budapest, le photographe franco-suisse Jean-Pierre Pedrazzini est touché sur place alors qu'il tente de couvrir les événements. Il meurt à l'hôpital de Neuilly-sur-Seine après avoir été rapatrié en France. Une stèle commémorative est érigée sur la partie Nord de la place.